# Woolf Barnato

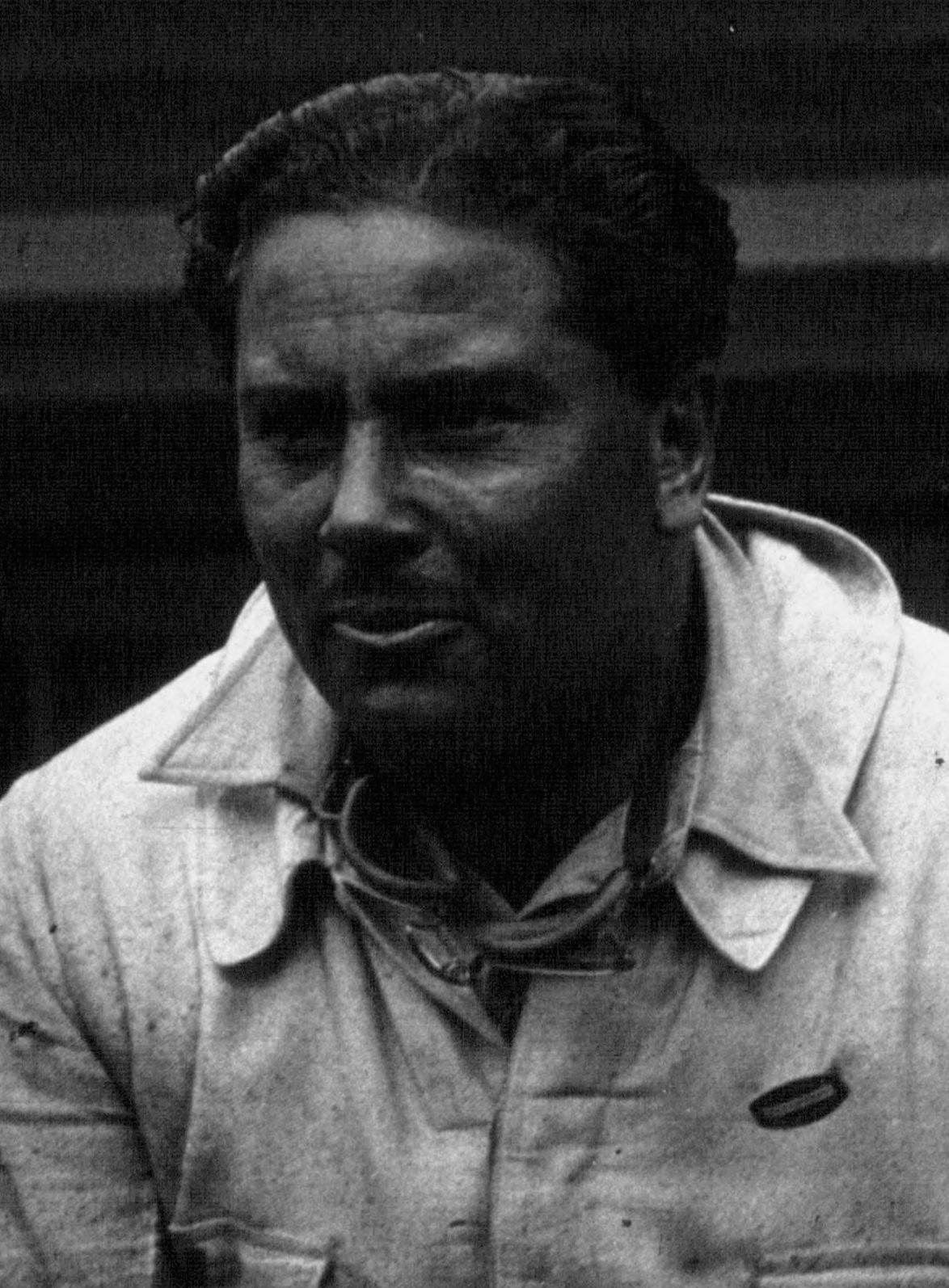
Woolf Barnato 1929 in Le Mans

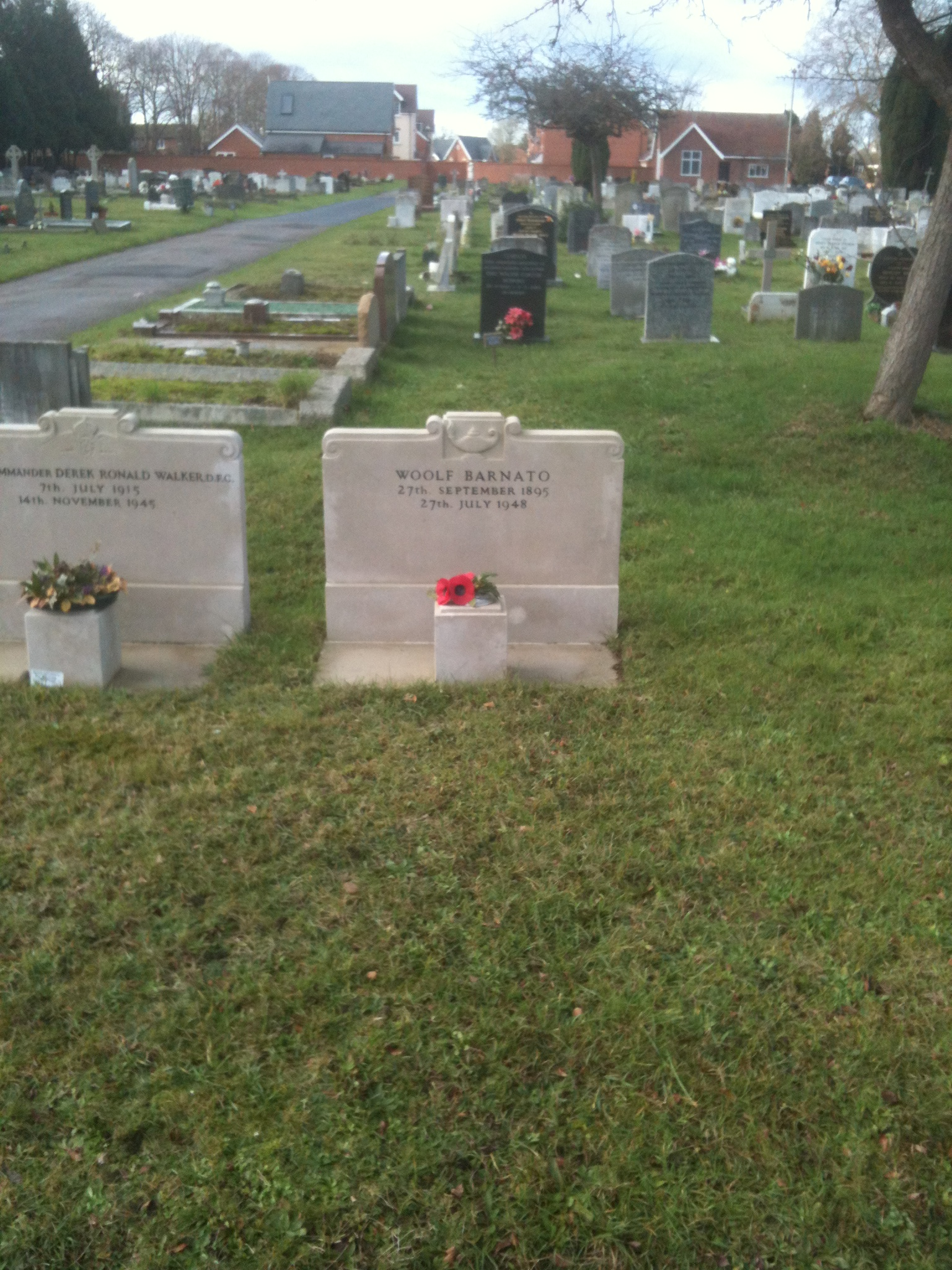
Barnatos Grab in Egham

Joël Woolf „Babe“ Barnato (* 27. September 1895 in London; † 27. Juli 1948 ebenda) war ein britischer Automobilrennfahrer und Finanzier, der als einer der Bentley Boys bekannt wurde.

## Familie und Ausbildung
Woolf Barnato war Sohn von Barney Barnato, einem der „Randlords“ genannten Besitzer von Diamanten- und Goldminen in Südafrika, die Ende des 19. Jahrhunderts extrem reich geworden waren. Woolf Barnato erbte das Vermögen seines Vaters, als er zwei Jahre alt war. Ausgestattet mit diesem finanziellen Hintergrund, besuchte Barnato beste Schulen und Universitäten Englands: die Charterhouse School und das Trinity College in Cambridge. Im Ersten Weltkrieg war er Offizier der Royal Field Artillerie der britischen Armee.
Seine Tochter Diana Barnato Walker war die erste Britin, die schneller als der Schall flog.
Woolf Barnato starb 1948 nach einer schweren Operation.

## Bentley
In den 1920er Jahren war Barnato ein Mitglied der Bentley Boys, einer Gruppe junger Männer, alle aus den besten gesellschaftlichen Schichten, die mit Fahrzeugen der Marke Bentley begannen, Rennen zu fahren.
Inspiriert durch den Le Mans Sieg von John Duff und Frank Clement 1924, investierte Barnato – der von seinen Freunden „Babe“ gerufen wurde, was im krassen Gegensatz zu seiner Körperfülle stand – einen Teil seines Vermögens bei Bentley. Er wurde Mehrheitseigentümer und Vorstandsvorsitzender. Neben seiner Tätigkeit als Geschäftsmann fuhr Barnato aber weiter Rennen. Gemeinsam mit John Duff stellte er 1925 auf der Rennstrecke von Montlhéry mit einer Durchschnittsgeschwindigkeit von 152,00 km/h einen neuen Weltrekord für eine Fahrt über 24 Stunden auf. Im Jahre 1930 gewann er mit Frank Clement als Beifahrer das 2 × 12-Stunden-Rennen von Brooklands auf Bentley mit einer Durchschnittsgeschwindigkeit von 139,5 km/h.

## Le Mans
Barnato gewann als Fahrer dreimal die 24 Stunden von Le Mans. Bemerkenswert dabei war, dass er auch nur dreimal am Start war (er ist damit der einzige Pilot, der bei jedem Start einen Sieg schaffte). 1928 siegte er mit Bernard Rubin auf einem 4 1/2 Liter Bentley. 1929 steuerte er gemeinsam mit Tim Birkin den legendären Bentley Speed Six „Old Number One“. 1930 war er mit Glen Kidston erneut auf diesem Speed Six erfolgreich (2.930,663 km mit einer Durchschnittsgeschwindigkeit von 122,111 km/h).

## Das Rennen gegen den Zug
Neben seinen Siegen in Le Mans machte eine Wette Barnato in Großbritannien populär. Im März 1930 akzeptierte Barnato die Herausforderung, ein Rennen gegen einen Zug zu fahren. Der Train Bleu, ein Luxuszug, der von Cannes nach Calais fuhr, war der Gegner. Barnato wettete 200 englische Pfund, dass er mit einem Speed Six schneller von Cannes nach London fahren könne als der Zug, der über Paris fuhr.
Die Chancen von Barnato schienen gering, musste er doch die meiste Zeit auf schlechten Straßen fahren. Barnato und der Zug verließen Cannes um 17 Uhr 45. Mit einem Schnitt von 72 km/h fuhr Barnato seinen Speed Six über die staubigen französischen Landstraßen. Sein Beifahrer war der englische Amateur-Golfer Dale Bourne. Barnato kam das geringe Verkehrsaufkommen zu Hilfe. Nach einer Nacht im Auto und einer Strecke von fast 1.000 Kilometern erreichte Barnato am nächsten Tag um 10 Uhr 30 vorerst Calais. Nach der Überfahrt mit der Fähre parkte er den Wagen um 15 Uhr 20 vor seinem Club in der St. James Street in London, vier Minuten bevor der Zug in den Bahnhof von Calais einfuhr.
Barnato war auch ein hervorragender Cricketspieler. Er starb im Juli 1948.

## Statistik

### Le-Mans-Ergebnisse
| Jahr | Team                  | Fahrzeug                           | Teamkollege   | Platzierung | Ausfallgrund |
| ---- | --------------------- | ---------------------------------- | ------------- | ----------- | ------------ |
| 1928 | Bentley Motor Ltd.    | Bentley 4 ½ Litre “Old Mother Gun” | Bernard Rubin | Gesamtsieg  |              |
| 1929 | Bentley Motor Company | Bentley Speed Six                  | Tim Birkin    | Gesamtsieg  |              |
| 1930 | Bentley Motor Company | Bentley Speed Six                  | Glen Kidston  | Gesamtsieg  |              |